# ポッテンドルフ線
ポッテンドルフ線（ドイツ語;Pottendorfer Linie）は、オーストリア連邦鉄道の幹線道路の一つである。

## 概要
オーストリア、ヴィーンとニーダーエスターライヒ州の街ヴィーナー・ノイシュタットを、エーブライヒスドルフ経由で結ぶ路線。また、ヴィーンとブルゲンラント州、およびハンガリーのショプロンを結ぶ路線としても機能している。なおヴィーン～ヴィーナー・ノイシュタト間は、特急列車のある510号線が一番所要時間が短い。

## 沿線概況
列車はマイドリング駅からオーストリア南部鉄道と離れて、南に曲がって走行する。バーデン方面の地方鉄道がこの路線と並行して、ウィーン山（Wienerberg）の西側山麓へ続く。列車は西南方向に走行してマッツラインドルフ・アルトマンドルフ分岐点を通過する。そこにはドナウレンデー鉄道がこの路線と合流してウィーン山の南側山麓へ伸びる。列車は右に直角近く曲がりインツェルスドルフ町とロートノイジードル町の間に走行してルースリング川高架橋およびブルーメンタル駅を通過する。
列車はエブライヒスドルフ市を貫通した後に南東側に方向を転換する。アッハウ外郭でアスパン線はこの路線の上と十字型に交差する。列車はシュヴェルム川鉄道橋を通過しながら右に曲がって、南の方向にトリースティング川鉄道橋・ミュンヘンドルフ駅・エブレイヒスドルフ新駅へ次々に向かう。ヴァンペルースーパ駅でグラーマトノイジードル駅方面の支線が本線に合流して、ライタ川はこの路線に近接する。列車はライタ川低地のポッテンドルフおよびエーベンフルトを通過して、西南方向に温フィシャ川（Warme Fischa）と平行に走行する。ウィーナーノイシュタット市内でこの路線は東の方から南部鉄道と合流して、ウィーナーノイシュタット中央駅に至る。

## 歴史

### ウィーン＝ポッテンドルフ＝ウィーナー・ノイシュタット鉄道
1860年代にラープ鉄道とグロクニッツ鉄道の連絡線がすでに多数の工場主により計画されて、1864年9月30日に建設許可の証書が1868年までの開通の条件で発行された。建設業者と利害当事者の資金は充分であったけれども、資金の統合が合議されるのができなくて、その建設免許は返還された。1869年8月23日に新たに効力の発生された一般鉄道の建設と運営に関する許可により、ウィーナー・ノイシュタット - グラーマトノイジードル区間は1871年9月1日に「ウィーナー・ノイシュタット＝グラーマトノイジードル鉄道」という路線名で開通された。鉄道会社はウィーンとプレースブルク区間の鉄道との接続の目的でグラーマトノイジードル - フィシャメント区間建設を計画したが、建設許可は1882年別の会社に与えられた。実際の建設区間がマナースドルフ - シュヴェーヒァトに変更された。
1872年9月10日にウィーン銀行連合はウィーン - ポッテンドルフ区間およびエーベンフルトのオェーデンブルク方面の国境区間の鉄道敷設と運営に関する許可を獲得して、1875年既存の路線と合わせて「ウィーン＝ポッテンドルフ＝ウィーナー・ノイシュタット鉄道」の法人が設立された。1874年5月7日にウィーン・ブルメンタール - ヴァンパースドルフ区間が開業されて、1875年11月3日にウィーン・マイドリングまで延長された。ウィーン＝ポッテンドルフ＝ウィーナー・ノイシュタット鉄道は後で路線運営権を南部鉄道会社に譲った。

### オーストリア連邦鉄道時代
1924年この路線は連邦鉄道により運営されたが、鉄道会社は後で国有化された。1974年4月に電力供給設備がこの路線に備えられた。1983年から二番目の線路がヴァンペルスドルフ - ウィーナー・ノイシュタット区間で部分的に設置された。2002年12月15日にグラーマトノイジードル - ヴァンパースドルフ区間で旅客列車運行が中止されて、ウンターヴァルタースドルフ駅の待合室が廃止された。文化財として指定された駅舎は現在地域博物館となっている。

### ÖBB持ち主グループ
ポッテンドルフ線の50 km区間の複線線路改良は、ウィーン南部鉄道の交通量を増やす目的で実行されるプロジェクトである。2016年6月ÖBB施設・建設株式会社の取締役、下オーストリア州議会の交通担当議員、欧州委員会の委員がプロジェクトの着手意思を表明した。同年12月に旧インツェルスドルフ貨物駅で設置されたウィーン南操車場がコンテイナー荷役、物流管理、貨物自動車・貨車の移送の用途に開業された。ヘナースドルフの既存駅舎は2016年から解体されて、高架駅に改築された。新駅は2018年11月に公式的に開業された。ウィーン - ミュンヘンドルフ区間の複線化工事が2019年11月に終了して、アッハウ駅もミュンヒェンドルフ駅も現代的な施設を備えた。
2023年まで全区間が完全に複線で改修されて、南部鉄道の通行量が旅客輸送でも貨物輸送でも分散した。エブライヒスドルフ市近郊の10 km区間移設工事は2023年9月4日に完了した。市内の廃線跡は公園として活用され新駅の周辺に「スマートシティ」計画の一環として新市街地が造成される予定である。2020年12月ウィーン市内のマイドリング - アルトマンスドルフ分岐点間改修工事に関する環境影響評価が既に行われた。オースヴァルト環状線区間とヴィットマイアー脇路上の高架橋が複線で改修された。2022年5月9日にGYSEVの快速列車がミュンヘンドルフの分岐器で脱線し2両が転覆する事故が発生した。この事故で一人が死亡し11人が負傷を負った。

## 運行形態
この路線の運賃制はオーストリア東部地域運輸連合（Verkehrsverbund Ost-Region, VOR）が担当する。

### 特別快速「レギオナル・エクスプレス(REX)」
- REX6系統：　ブラチスラヴァ - ヴィーン - エーベンフルト - ドイチュクロイツ
1時間に1本運行している。ヴィーン以北は700号線に、エーベンフルト以南は512号線に直通する。
過去の運行形態
2019年以前は、平日1時間に1本、休日2時間に1本の運行であった。ヴィーン以北は700号線に直通していた。全列車ポッテンドルフ通過であった。
2017-19年は、夏季に限り700号線への乗入れを中止し、エーブライヒスドルフに停車せず、代わりに大部分がヴァンパースドルフに停車していた。
2019年末に、ブラチスラヴァ - エーベンフルト間で休日も1時間に1本に増発された他、ポッテンドルフに一部が停車する様になった。
2020年末に、700号線への直通を取りやめ、ヴィーン本駅発着となった。一方、休日も全列車が512号線に直通する様になった。
2022年度に、700号線への直通が再開され、再びブラチスラヴァ発着となった。

- REX6系統：　ウィーン本駅 → マイドリング - エーベンフルト - ドイチュクロイツ　【平日運行】
夕方に一日3本が運行する。エーベンフルト以南は512号線に直通する。ポッテンドルフにも停車する。
2019年末に運行を開始した。当初は、ヴァンパースドルフ以北、支線経由で700号線に直通し、マイドリング - ポッテンドルフ間ノンストップであったが、2024年度よりエーブライヒスドルフへの停車を開始した。

### 普通「Sバーン(S60)」
- ブルック・アン・デア・ライタ - ヴィーン - ヴィーナー・ノイシュタト
1時間に1本運行している。ヴィーン以北は700号線に直通する。
2019年以前は休日の本数が少なく、平日1時間に1本、休日2時間に1本の運行であった。

### 過去の運行種別
- 快速「レギオナルツーク(R)」
  - パムハゲン → ヴィーン → ヴィーナー・ノイシュタト
2020年以前、平日の朝のみ、片道一日1本のみ運行していた。各駅に停車し、事実上はSバーンの一部として機能していた。ヴィーン以北は700号線から直通していた。
  - ヴィーナー・ノイシュタト → エーベンフルト → ドイチュクロイツ
2019年以前に、夜間に、片道一日1本のみの運行していて、土曜日は運休していた。ノイシュタト - エーベンフルト間はノンストップ。エーベンフルト以北は512号線に直通していた。

## 駅一覧
以下では、511号線の駅と営業キロ、停車列車、接続路線などを一覧表で示す。
- 種別
  - REX：特別快速「レギオナル・エクスプレス」
  - S：普通「Sバーン」
- 停車駅
  - ■印：全列車停車
  - ●印：一部通過
  - ○印：一部停車
  - ｜印：全列車通過

| 路線番号 | 駅名                                           | 駅間営業キロ | 累計営業キロ | REX | S  | 接続路線 | 所在地                   | 所在地                         |
| -------- | ---------------------------------------------- | ------------ | ------------ | --- | -- | --- | ------------------------ | ------------------------------ |
| 511      | ウィーン中央駅                                 | -            | -3.5         | ■   | ■  | 700号線（ブダペスト方面） 900号線（ホラブルン方面）、907号線（ウィーン空港方面） 910号線（プラハ/カトヴィツェ/マーヘク方面） 地下鉄U1号線（レオポルダウ方面、アラウダ通り方面） | ウィーン市               | ファーフォリテン区             |
| 511      | ウィーン・マイドリング駅                       | 3.4          | -0.1         | ■   | ■  | 111号線（ブレゲンツ方面） 510号線（バーデン方面）、515号線（トライスキルヒェン方面） 910号線（ヒュッテルドルフ方面） 地下鉄U6号線（ジーベンヒアテン方面、フロリツドルフ方面）   | ウィーン市               | マイドリンク区                 |
| 511      | ブルーメンタル駅                               | 6.4          | 6.3          | ｜  | ■  | | ウィーン市               | リージンク区                   |
| 511      | ヘンナースドルフ駅                             | 3.1          | 9.4          | ｜  | ■  | | ニーダーエスターライヒ州 | メードリンク郡                 |
| 511      | アーハウ駅                                     | 3.8          | 13.2         | ｜  | ■  | | ニーダーエスターライヒ州 | メードリンク郡                 |
| 511      | ミュンヘンドルフ駅                             | 5.8          | 19.0         | ｜  | ■  | | ニーダーエスターライヒ州 | メードリンク郡                 |
| 511      | エーブライヒスドルフ駅                         | 8.2          | 27.2         | ●   | ■  | | ニーダーエスターライヒ州 | バーデン郡                     |
| 511      | ヴァイゲルスドルフ駅（廃止 *2）                |              | (28.3)       | ｜  | ｜ | | ニーダーエスターライヒ州 | バーデン郡                     |
| 511      | ヴァンパースドルフ駅（*1）                     | 3.6          | 30.8         | ｜  | ■  | | ニーダーエスターライヒ州 | バーデン郡                     |
| 511      | ポッテンドルフ・ランデク駅                     | 3.2          | 34.0         | ○   | ■  | | ニーダーエスターライヒ州 | バーデン郡                     |
| 511      | エーベンフルト駅                               | 4.1          | 38.1         | ■   | ■  | 512号線（ドイチュクロイツ方面） | ニーダーエスターライヒ州 | ヴィーナーノイシュタトラント郡 |
| 511      | ウンターエッゲンドルフ駅                       | 3.6          | 41.7         |     | ■  | | ニーダーエスターライヒ州 | ヴィーナーノイシュタトラント郡 |
| 511      | オーバーエッゲンドルフ駅                       | 2.1          | 43.8         |     | ■  | | ニーダーエスターライヒ州 | ヴィーナーノイシュタトラント郡 |
| 511      | ヴィーナー・ノイシュタト・チヴィタス・ノヴァ駅 | 3.9          | 47.7         |     | ■  | | ニーダーエスターライヒ州 | ヴィーナー・ノイシュタト市     |
| 511      | ヴィーナー・ノイシュタト本駅                   | 3.2          | 50.9         |     | ■  | 510号線（バーデン方面、ブルック方面） 520号線（アスパング方面） 521号線（グーテンシュタイン方面）、522号線（プフベルク方面） 524号線（ショプロン方面）                          | ニーダーエスターライヒ州 | ヴィーナー・ノイシュタト市     |

(*1)：2022年7月1日から2024年9月1日まで全列車通過。なお公式時刻表では、2022年7月1日は停車となっている。
(*2)：2023年7月廃止。